# Нгерулмуд
Нгеру́лмуд (палау и англ. Ngerulmud, яп. ンゲルルムッド) — столица Палау с 7 октября 2006 года. Расположена на острове Бабелтуап, примерно в 20 км к северо-востоку от прежней столицы страны, Корора, и в 2 км к северо-западу от поселения Мелекеок. Является самым северным городом в Палау.
В 25 километрах от города расположен Международный аэропорт Палау.

## История

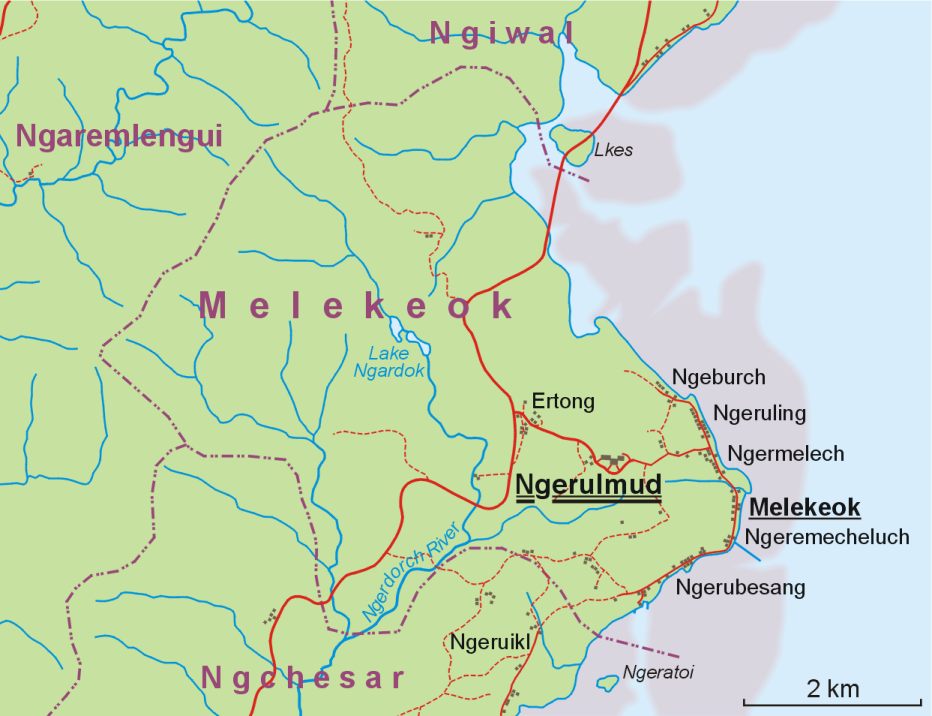
Расположение города в штате Мелекеок

Прежняя столица Палау находилась в Короре. В конституции страны, ратифицированной в 1979 году, Национальный конгресс Палау постановил создать постоянную столицу на острове Бабелтуап в течение десяти лет после даты вступления в силу конституции. Планирование новой столицы началось в 1986 году, когда контракт на строительство здания Капитолия был передан гавайской архитектурной фирме, Hawaii Ltd, которая ранее проектировала комплекс Капитолия в столице Федеративных Штатов Микронезии, Паликире. Дело шло медленно, так как Палау не хватало инженеров и архитекторов, и бо́льшую часть строительных материалов нужно было ввозить из других стран.
Дальнейшая работа не велась до начала 2000-х годов, когда страной был взят кредит в размере 20 млн. долларов США у Тайваня как часть усилий по укреплению отношений между двумя странами и обеспечению дипломатического признания Палау Китайской Республики. Содержащий отдельные здания для Парламента Палау (законодательный орган страны), а также судебных и исполнительных ветвей власти, соединённых через центральную площадь, комплекс стоимостью свыше 45 млн долларов США был официально открыт 7 октября 2006 года, где на церемонии открытия присутствовало более 5000 человек. Правительственные чиновники перенесли свои офисы из Корора в Нгерулмуд вскоре после постройки.
В 2013 году газета The Wall Street Journal сообщала, что в здании Капитолия, которое было «непригодно для местного климата» и «поставило Палау в долг», из-за неисправности в системе вентиляции появилась плесень. В апреле 2013 года почтовое отделение Нгерулмуда было закрыто на постоянной основе, как часть мер по сокращению расходов, осуществляемых почтмейстером, Томми Синсаком. Оно было создано в декабре 2011 года после введения конгрессом резолюции и было одним из двух в стране (другой в Короре). За 16 месяцев работы расходы превысили 30 000 $, в то время как доходы, в основном от марок, были менее чем на 2000 $. Нгерулмуд — единственный населённый пункт в Палау с собственным почтовым индексом (96939), в то время как в остальной части страны используется индекс 96940, под которым в почтовой службе США значится Палау, в рамках договора о свободной ассоциации.
В июле 2014 года в Нгерулмуде состоялось официальное открытие 45-го Форума тихоокеанских островов. Тем не менее большинство событий на форуме были проведены в Короре. В феврале 2016 года в Нгерулмуде состоялся 16-й саммит президентов Микронезии, в котором приняли участие президенты Палау, Маршалловых островов и Федеративных Штатов Микронезии.